# Ngu (Einheit)
Das Ngu war ein Längenmaß in der Region Cochinchina, dem heutigen südlichen Vietnam und einigen östlichen Regionen von Kambodscha. Das Maß ist die Klafter und gilt als vietnamesisches.
- 1 Ngu = 5 Thuok = 2,42 Meter (2,4363 Meter[2])
- 3 Ngu = 1 Sao/Rute[3]

Ein Maßkette war im Baugewerbe
- 1 Mau = 10 Sao = 30 Ngu = 150 Thuok/Thuoc

Beim Feldmessen ist in einigen Provinzen das Ngu 2,6675 Meter lang und entspricht 5½ Thuok.